# Mary Stävin
Mary Stävin, née le 20 août 1957 à Örebro, est une actrice suédoise, qui est devenue Miss Monde 1977.

## Filmographie

### Cinéma
- 1983 : Octopussy de John Glen : La fille d'Octopussy
- 1985 : Dangereusement vôtre (A View to a Kill) de John Glen : Kimberley Jones
- 1986 : House de Steve Miner : Tanya
- 1987 : Open House de Jag Mundhra : Katie Thatcher
- 1988 : Caddyshack II d'Allan Arkush : Une fille dans le bar
- 1988 : Uppercut Man (Qualcuno pagherà) de Sergio Martino : Gilda Duranti
- 1988 : Trappola diabolica de Bruno Mattei : Rosanna Boom
- 1988 : Top Line de Nello Rossati : Maureen De Havilland
- 1989 : Nato per combattere de Bruno Mattei : Maryline Kane
- 1989 : Hurlements 5 (Howling 5: Rebirth) de Neal Sundstrom : Anna
- 1993 : Un subtil parfum de scandale (Desire) de Rodney Mc Donald : Adrienne
- 1996 : The Devil Takes a Holiday de Leon Corcos : Tina
- 2005 : The Story Of Bob (Court-métrage) : Inga Jones
- 2019 : The Christmas Pause (Court-métrage) : Tante Viv
- 2021 : Barking Mad de Charles Dennis : Katya Philipova

### Télévision
- 1983 : Hôtel (Série TV) : Sandy Tanner
- 1983 : Arthur the King (Téléfilm) : Une princesse
- 1986 : Still the Beaver (Série TV) : Maria
- 1987 : The Days and Nights of Molly Dodd (Série TV) : Kirsten Haaken
- 1989 : Tribunal de nuit (Night Court) (Série TV) : Jacqueline
- 1990 : Twin Peaks (Série TV) : Heba
- 1995 : Des jours et des vies (Days of Our Lives) (Série TV) : Rhonda